# Єзьорна (Лодзинське воєводство)
Єзьорна (пол. Jeziorna) — село в Польщі, у гміні Ґалевиці Верушовського повіту Лодзинського воєводства.
Населення — 160 осіб (2011).
У 1975-1998 роках село належало до Каліського воєводства.

## Демографія
Демографічна структура станом на 31 березня 2011 року:
|          | Загалом | Допрацездатний вік | Працездатний вік | Постпрацездатний вік |
| -------- | ------- | ------------------ | ---------------- | -------------------- |
| Чоловіки | 81      | 14                 | 61               | 6                    |
| Жінки    | 79      | 15                 | 45               | 19                   |
| Разом    | 160     | 29                 | 106              | 25                   |